# Campeonato Uruguaio de Futebol de 1992
O Campeonato Uruguaio de Futebol de 1992 foi a 61ª edição da era profissional do Campeonato Uruguaio. O torneio consistiu em uma competição com dois turnos, no sistema de todos contra todos. O campeão foi o Nacional.

## Classificação[2]
| Pos | Equipe               | Pts | J  | V  | E  | D  | GP | GC | SG  |
| --- | -------------------- | --- | -- | -- | -- | -- | -- | -- | --- |
| 1º  | Nacional             | 33  | 24 | 14 | 5  | 5  | 46 | 26 | 20  |
| 2º  | River Plate          | 28  | 24 | 10 | 8  | 6  | 35 | 26 | 9   |
| 3º  | Danubio              | 27  | 24 | 8  | 11 | 5  | 23 | 18 | 5   |
| 4º  | Peñarol              | 26  | 24 | 10 | 6  | 8  | 32 | 25 | 7   |
| 5º  | Bella Vista          | 26  | 24 | 9  | 8  | 7  | 28 | 23 | 5   |
| 6º  | Defensor Sporting    | 26  | 24 | 9  | 8  | 7  | 26 | 22 | 4   |
| 7º  | Montevideo Wanderers | 24  | 24 | 7  | 10 | 7  | 21 | 22 | -1  |
| 8º  | Racing               | 24  | 24 | 4  | 16 | 4  | 17 | 18 | -1  |
| 9º  | Progreso             | 24  | 24 | 7  | 10 | 7  | 23 | 31 | -8  |
| 10º | Liverpool            | 23  | 24 | 6  | 11 | 7  | 17 | 25 | -8  |
| 11º | Cerro                | 19  | 24 | 4  | 11 | 9  | 20 | 27 | -7  |
| 12º | Rentistas            | 16  | 24 | 6  | 6  | 12 | 24 | 33 | -9  |
| 13º | Central Español      | 14  | 24 | 2  | 10 | 12 | 18 | 34 | -16 |

|  | Campeão uruguaio e classificado à Liguilla Pré-Libertadores. |
|  | Classificados à Liguilla Pré-Libertadores.                   |
|  | Rebaixado à Segunda Divisão.                                 |
|  | Disputa os playoffs de acesso e descenso.                    |

Promovidos para a próxima temporada: Rampla Juniors e Huracán Buceo.

## Playoffsde acesso e descenso

### Primeira partida
| {{{data}}} | Central Español | 0 – 2  | Huracán Buceo |  |
|            |                 | data = |               |  |

### Segunda partida
| {{{data}}} | Central Español | 0 – 2  | Huracán Buceo |  |
|            |                 | data = |               |  |

## Liguilla Pré-Libertadores da América
A Liguilla Pré-Libertadores da América de 1992 foi a 19ª edição da história da Liguilla Pré-Libertadores, competição disputada entre as temporadas de 1974 e 2008–09, a fim de definir quais seriam os clubes representantes do futebol uruguaio nas competições da CONMEBOL. O torneio de 1992 consistiu em uma competição com um turno, no sistema de todos contra todos. O vencedor foi o Nacional, que obteve seu 3º título da Liguilla.

### Classificação da Liguilla
| Pos | Equipe            | Pts | J | V | E | D | GP | GC | SG  |
| --- | ----------------- | --- | - | - | - | - | -- | -- | --- |
| 1°  | Nacional          | 9   | 5 | 4 | 1 | 0 | 9  | 3  | 6   |
| 2°  | Bella Vista       | 7   | 5 | 3 | 1 | 1 | 10 | 5  | 5   |
| 3°  | Danubio           | 6   | 5 | 1 | 4 | 0 | 5  | 4  | 1   |
| 4°  | Peñarol           | 5   | 5 | 2 | 1 | 2 | 8  | 8  | 0   |
| 5°  | Defensor Sporting | 3   | 5 | 1 | 1 | 3 | 8  | 9  | -1  |
| 6°  | River Plate       | 0   | 5 | 0 | 0 | 5 | 5  | 16 | -11 |

|  | Campeão da Liguilla e classificado à Libertadores de 1993. |
|  | Classificado à Libertadores de 1993.                       |
|  | Classificados à Copa CONMEBOL de 1993.                     |

## Premiação
| Campeonato Uruguaio de 1992   |
| ----------------------------- |
| Nacional Campeão (35º título) |